# Katarina Breznik
Katarina Breznik (* 19. Mai 1977 in Ljubljana) ist eine ehemalige slowenische Skirennläuferin. Ihre größten Erfolge feierte sie im Alter von 18 Jahren bei den Juniorenweltmeisterschaften 1996 im schweizerischen Hoch-Ybrig, als sie eine Silber- und zwei Bronzemedaillen gewann. 
Im Europacup erzielte Breznik ihr bestes Ergebnis am 25. Januar 1998 beim Riesenslalom in Rogla in ihrem Heimatland mit dem zweiten Platz hinter der Schwedin Anja Pärson. Mit weiteren drei Top-10-Resultaten erreichte sie in der Saison 1997/98 den dritten Rang in der Riesenslalomwertung. Im Weltcup blieb Breznik ohne Punkte. 1998 und 2000 wurde sie slowenische Meisterin in der Kombination.